# Västermalm, Skövde

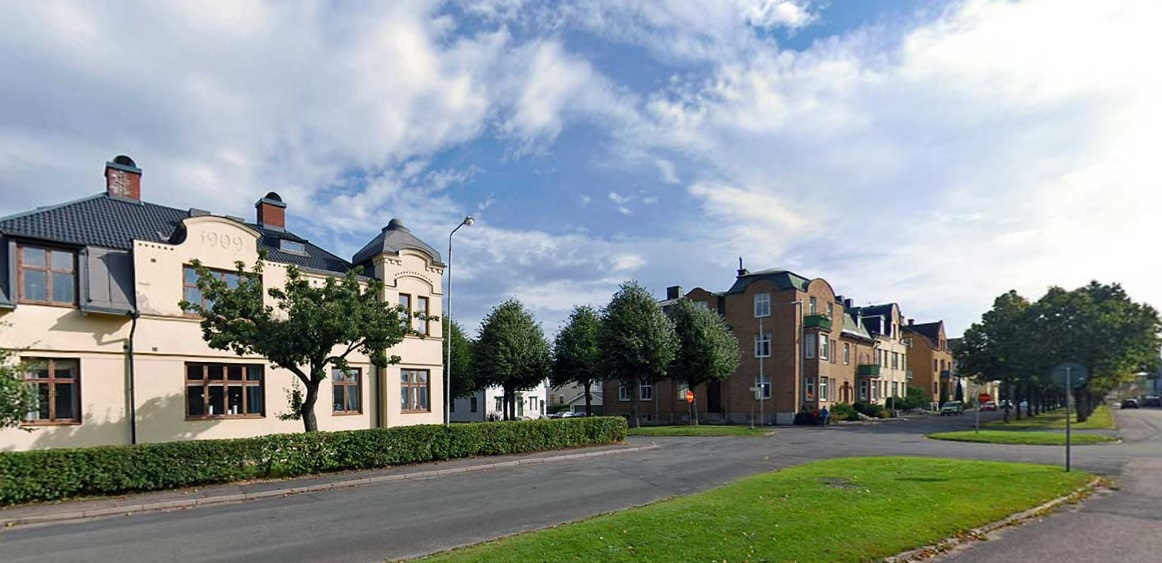
Vasagatan på Västermalm

Västermalm är en stadsdel i Skövde, Västra Götalands län. Området ligger väster om centrum och placerat mellan Västerhöjdsgymnasiet och Vadsbovägen. Västermalm består till större delen av flerbostadshus och villor.
Stadsdelen påminner till utseendet om Vasastaden eftersom det även här finns alléer och grönområden. I södra området ligger lite handel bland annat, Circle K, en hälsobutik och en pizzeria. 
Det mest välkända i området är Västerhöjdsgymnasiet som ligger på kullen mittemot stadshuset.

## Angränsade stadsdelar
Centrum, Vasastaden, Karlsro och Billingsluttningen